# Eukiefferiella cyanea
Eukiefferiella cyanea is een muggensoort uit de familie van de dansmuggen (Chironomidae). De wetenschappelijke naam van de soort is voor het eerst geldig gepubliceerd in 1936 door Thienemann.